# Haga, Vestland
Haga är en kyrkby som utgör den enda tätorten i Samnangers kommun i Vestland fylke i västra Norge. Orten ligger vid fylkesväg 49, längst inne vid Samnangerfjorden och omfattar bland annat kommunens centralort Tysse. Här finns Haga kyrka.

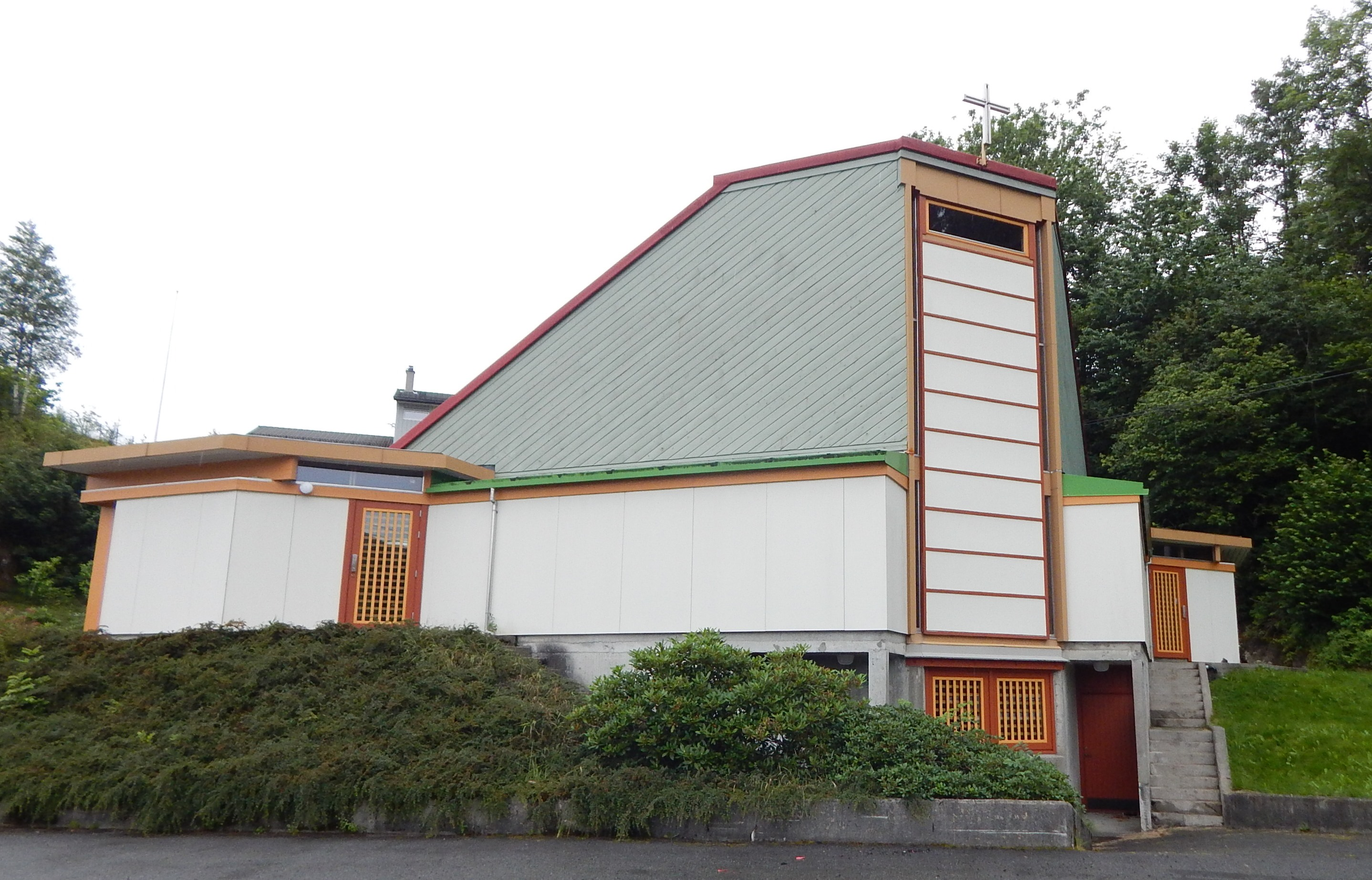
Haga kyrka.